# Joan Graells
Joan Graells (segle xix) fou un obrer picapedrer i vicesecretari del primer comitè nacional de la UGT elegit en el congrés de Barcelona de 1888. Fou el signant del manifest del Primer de Maig de 1890, lliurat al governador civil de Barcelona. Després del 2n congrés de la UGT celebrat a Vilanova i la Geltrú del 31 d'octubre a 1 de novembre de 1890, tornà a ser elegit vicesecretari del Comitè. El 20 de desembre de 1891 va presentar la dimissió del càrrec, després que fos acusat de treballar a preu-fet per la junta de la Societat de Picapedrers.